# Bruce Sterling
Michael Bruce Sterling (n. 14 aprilie 1954) este un scriitor american de science fiction, binecunoscut pentru romanele sale și pentru antologia Mirrorshades, care a ajutat la definirea genului cyberpunk.

## Activitatea
Sterling este, alături de William Gibson, Rudy Rucker, John Shirley, Lewis Shiner și Pat Cadigan, unul dintre fondatorii mișcării cyberpunk în science fiction, ca și principalul factor de promovare al acestei ideologii. Vehemența lui în polemicile purtate asupra cyberpunk-ului i-a atras porecla de "Președintele Bruce". El a fost unul dintre primii organizatori ai seminarului Turkey City Writer's Workshop și este un oaspete obișnuit al seminarului Sycamore Hill Writer's Workshop. A câștigat premiul Hugo pentru povestirile sale Bicycle Repairman și Taklamakan.
Primul lui roman, Involution Ocean, publicat în 1977, prezintă lumea Nullaqua unde întreaga atmosferă este conținută într-un singur crater adânc de o milă; este povestea unei nave ce navighează pe oceanul de praf de pe fundul craterului, vânând "balene de praf" ce trăiesc sub suprafață. Este un fel de pastișă science-fiction a romanului Moby-Dick de Herman Melville.
De la sfârșitul anilor '70, Sterling a scris o serie de povestiri ale căror acțiuni se petrec în universul Shaper/Mechanist: sistemul solar este colonizat în întregime și există două facțiuni aflate în război. Mecaniștii folosesc o tehnologie computerizată mecanică; Shaper-ii se ocupă cu ingineria genetică pe scară masivă. Situația este complicată de contactul cu civilizații extraterestre; din specia umană se desprind mai multe subspecii, dintre care multe părăsesc galaxia, amintind de Singularitatea din lucrările lui Vernor Vinge. Povestirile Shaper/Mechanist pot fi găsite în antologiile Crystal Express și Schismatrix Plus, aceasta din urmă conținând nuvela originală Schismatrix și toate povestirile din universul Shaper/Mechanist. Alastair Reynolds recunoștea că Schismatrix și povestirile Shaper/Mechanist au fost lucrările cu cea mai mare influență asupra propriei sale opere.
În anii '80, Sterling a editat fanzinul de critică science fiction Cheap Truth, sub pseudonimul Vincent Omniaveritas. A fost autorul rubricii Catscan pentru revista de critică science fiction SF Eye, a cărei apariție a încetat între timp.
A contribuit recent cu un capitol la volumul Sound Unbound: Sampling Digital Music and Culture (The MIT Press, 2008) editat de Paul D. Miller DJ Spooky.
În aprilie-mai 2009 a fost editor la Cool Tools.
Din octombrie 2003 Sterling deține un blog la "Beyond the Beyond", găzduit de publicația Wired.

### Proiecte
Bruce Sterling a fost inițiatorul a trei proiecte ce pot fi găsite pe Internet -
- Dead Media Project – o colecție de "însemnări" asupra tehnologiilor media defuncte, de la quipu incaș până la phenakistoscope-ul din era victoriană, jocurile video și calculatoarele anilor '80. Pagina proiectului și manifestul original scris de Sterling se găsesc la http://www.deadmedia.org
- Viridian Design Movement – încercarea lui de a crea o mișcare "verde" în design bazată pe high-tech, stilizare și metode ecologice.[13] Pagina, inclusiv manifestul lui Sterling și toate notițele lui sunt administrate de Jon Lebkowsky la http://www.viridiandesign.org Arhivat în 1 iunie 2009, la Wayback Machine.. Mișcarea Viridian a ajutat la răspândirea weblog-ului ecologic "bright green" Worldchanging. Contribuitorii acestui blog sunt mulți dintre membrii originali ai Mișcării Viridian.
- Embrace the Decay – o operă de artă web comandată de Muzeul de Artă Contemporană din Los Angeles în 2003.[14] Având drept contribuitori pe membrii mișcării Viridian Design, Embrace the Decay a fost cea mai vizitată operă din galeria digitală a muzeului. Printre artiști se numără Jared Tarbell de la levitated.net, co-autor al mai multor cărți de programare avansată în Flash, și Monty Zukowski, creator al 'algoritmului de degradare' sponsorizat de Bruce.

### Neologisme
Sterling are obiceiul de a inventa neologisme pentru a descrie lucruri despre care crede că vor deveni comune în viitor, mai ales obiecte care există deja în număr limitat.
- în numărul din decembrie 2005 al publicației Wired, Sterling a marcat termenul buckyjunk. Buckyjunk se referă la deșeurile din viitor ale consumatorilor, dificil de reciclat pentru că sunt făcute din nanotuburi de carbon (sau buckytubes).
- în iulie 1989, în SF Eye #5, el a folosit pentru prima dată cuvântul "slipstream" pentru a se referi la un tip de ficțiune speculativă aflată la granița dintre SF&F și literatura mainstream.
- în decembrie 1999 a inventat termenul "dezastru Wexelblat", un dezastru produs atunci când un dezastru natural produce un al doilea, mai mare, datorat tehnologiei.[15]
- în august 2004 a sugerat un tip de obiecte (pe care el le numește "spime") care, cu ajutorul GPS-ului, își pot înregistra istoricul utilizării lor și pot interacționa cu restul lumii.[16]
- în discursul în care a definit conceptul "spime", a menționat că termenul "blobject", care i se atribuie uneori, i-a fost pus în seamă de designer-ul industrial Karim Rashid. Termenul fusese inventat de Steven Skov Holt.[17]

## Elemente biografice
În copilărie, Sterling a petrecut câțiva ani în India, iar astăzi încă îi mai plac filmele de la Bollywood. În 2003 a fost numit profesor la European Graduate School unde predă cursuri intensive de vară despre media și design. A locuit la Belgrad cu a doua lui soție, scriitoarea și producătoarea de film Jasmina Tesanovic (Serbia) timp de câțiva ani. În septembrie 2007 s-a mutat la Torino, Italia. Călătorește mult și ține discursuri și conferințe.

## Premii
- 2000 Premiul Arthur C. Clarke pentru romanul Distraction[20]
- 1999 Premiul Hayakawa pentru nuveleta Taklamakan
- 1999 Premiul Hugo pentru nuveleta Taklamakan
- 1997 Premiul Hugo pentru nuveleta Bicycle Repairman
- 1989 Premiul Campbell pentru romanul Islands in the Net[21]

### Romane
- Involution Ocean (1977)
- The Artificial Kid (1980)
- Schismatrix (1985) - nominalizare Nebula (1985)[22], BSFA (1986)[23]
- Islands in the Net (1988) – premiul Campbell (1989)[21]; nominalizare Hugo (1989)[21], Locus SF (1989)[21]
- The Difference Engine (1990) (cu William Gibson) – nominalizare la premiul British SF Association, 1990[24], Nebula (1991)[25], Campbell (1992)[26]
- Heavy Weather (1994)
- Holy Fire (1996) – nominalizare BSFA (1996)[27], Hugo (1997)[28], Locus (1997)[28]
- Distraction (1998) – nominalizare Campbell (1999)[29], Hugo (1999)[29], Locus SF (1999)[29]; premiul Clarke (2000)[20]
- Zeitgeist (2000) – nominalizare Locus SF (2001)[30]
- The Zenith Angle (2004)
- The Caryatids (February 2009)

### Antologii de povestiri
- Mirrorshades: A Cyberpunk Anthology (1986) – antologia definitorie a mișcării cyberpunk, editată de Bruce Sterling
  - "The Gernsback Continuum" de William Gibson
  - "Snake-Eyes" de Tom Maddox
  - "Rock On" de Pat Cadigan
  - "Tales of Houdini" de Rudy Rucker
  - "400 Boys" de Marc Laidlaw
  - "Solstice" de James Patrick Kelly
  - "Petra" de Greg Bear
  - "Till Human Voices Wake Us" de Lewis Shiner
  - "Freezone" de John Shirley
  - "Stone Lives" de Paul Di Filippo
  - "Red Star, Winter Orbit" de Bruce Sterling, William Gibson
  - "Mozart in Mirrorshades" de Bruce Sterling, Lewis Shiner
- Crystal Express (1989) – antologie conținând o parte dintre povestirile Shaper/Mechanist
  - "Swarm"
  - "Spider Rose"
  - "Cicada Queen"
  - "Sunken Gardens"
  - "Twenty Evocations"
  - "Green Days in Brunei"
  - "Spook"
  - "The Beautiful and the Sublime"
  - "Telliamed"
  - "The Little Magic Shop"
  - "Flowers of Edo"
  - "Dinner in Audoghast"
- Globalhead (1992, 1994)
  - "Our Neural Chernobyl"
  - "Storming the Cosmos"
  - "The Compassionate, the Digital"
  - "Jim and Irene"
  - "The Sword of Damocles"
  - "The Gulf Wars"
  - "The Shores of Bohemia"
  - "The Moral Bullet"
  - "The Unthinkable"
  - "We See Things Differently"
  - "Hollywood Kremlin"
  - "Are You for 86?"
  - "Dori Bangs"
- A Good Old-fashioned Future (1999)
  - "Maneki Neko"
  - "Big Jelly" (cu Rudy Rucker)
  - "The Littlest Jackal"
  - "Sacred Cow"
  - "Deep Eddy"
  - "Bicycle Repairman"
  - " Taklamakan"
- Visionary in Residence (2006)
  - "In Paradise"
  - "Luciferase"
  - "Homo Sapiens Declared Extinct"
  - "Ivory Tower"
  - "Message Found in a Bottle"
  - "The Growthing"
  - "User-Centric"
  - "Code"
  - "The Scab's Progress"
  - "Junk DNA"
  - "The Necropolis of Thebes"
  - "The Blemmye's Stratagem"
  - "The Denial"
- Ascendencies: The Best of Bruce Sterling (2007)
  - "Swarm"
  - "Spider Rose"
  - "Cicada Queen"
  - "Sunken Gardens"
  - "Twenty Evocations"
  - "Green Days In Brunei"
  - "Dinner in Audoghast"
  - "The Compassionate, the Digital"
  - "Flowers of Edo"
  - "The Little Magic Shop"
  - "Our Neural Chernobyl"
  - "We See Things Differently"
  - "Dori Bangs"
  - "Hollywood Kremlin"
  - "Are You For 86?"
  - "The Littlest Jackal"
  - "Deep Eddy"
  - "Bicycle Repairman"
  - "Taklamakan"
  - "The Sword of Damocles"
  - "Maneki Neko"
  - "In Paradise"
  - "The Blemmye's Strategem"
  - "Kiosk"

### Non-ficțiune
- The Hacker Crackdown: Law and Disorder on the Electronic Frontier (1992) – disponibilă liber la  Arhivat în 14 octombrie 2004, la Wayback Machine. Proiectul Gutenberg (versiunea HTML).
- Tomorrow Now: Envisioning the next fifty years (2002)
- Shaping Things (2005)

## Interviuri
- Interviul publicației Reason cu Bruce Sterling
- Interviu pentru Actusf.com (in French)
- Interviu cu Bruce Sterling

## Conferințe și discursuri
- Bruce Sterling at SXSW 2011 (part 1 of 3) part 2 of 3 part 3 of 3 South by South West, 15 martie 2011, Austin, Texas [31][32]
- "Atemporality & The Passage of Time". Video-conferință la European Graduate School, Saas-Fee, June 2010
- "On Favela Chic, Gothic High Tech and where we are heading." Arhivat în 11 mai 2011, la Wayback Machine. Reboot 11, Copenhaga, iulie 2009
- "Computer Entertainment Thirty-Five Years From Today". Flurb 6 Discurs în Austin la Game Developers Conference. (Fall-Winter 2008).
- "A look at 2008, the boring year ahead". Arhivat în 13 iulie 2011, la Wayback Machine. Lift08. Opening Keynote. 2008
- "Spimes and the future of artifacts" Arhivat în 13 iulie 2011, la Wayback Machine. Lift
- "Mobiles and the urban poor" Arhivat în 13 iulie 2011, la Wayback Machine. Lift Asis 08
- "The Internet of Things. What is a spime." Google, 30 aprilie 2007
- Discuție cu Bruce Sterling Arhivat în 23 septembrie 2007, la Wayback Machine. South by South West, 13 martie 2007, Austin Texas.
- Cuvânt de deschidere Arhivat în 26 iulie 2007, la Wayback Machine. la conferința Ubicomp 2006, Orange County, California. Bruce's speech begins at 0:10:20.
- "Impact and Sustainability of Technology." Video-conferință la European Graduate School, Saas-Fee, Elveția 2006
- "The Wonderful Power of Storytelling". Arhivat în 20 iulie 2011, la Wayback Machine. Discurs la "Computer Game Developers' Conference", San Jose, 1991.